# Tetragonula carbonaria
Tetragonula carbonaria är en biart som först beskrevs av Smith 1854.  Tetragonula carbonaria ingår i släktet Tetragonula och familjen långtungebin. Inga underarter finns listade i Catalogue of Life.

## Bildgalleri

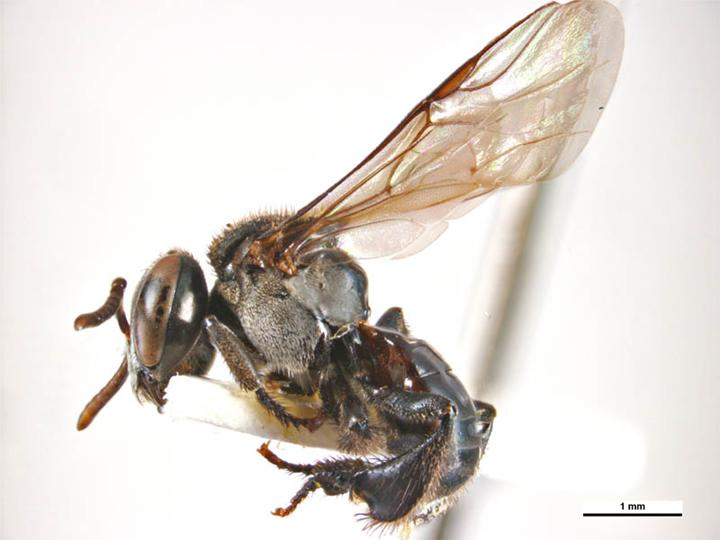
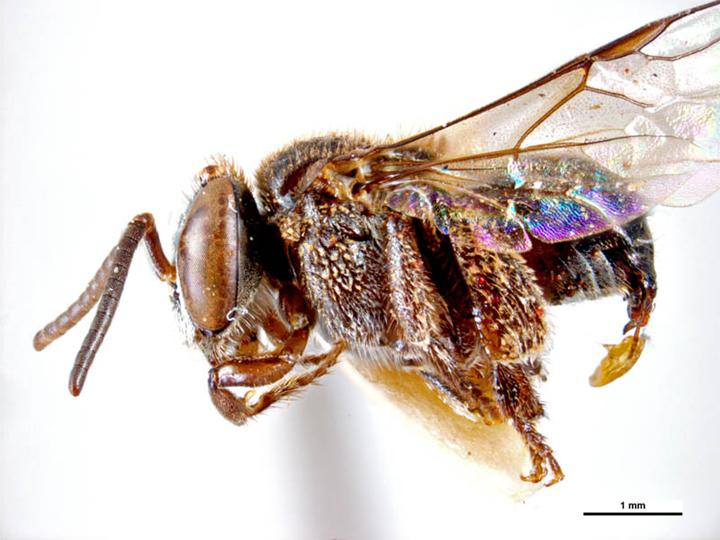